# Dercsika
Dercsika (szlovákul Jurová) község  Szlovákiában, a Nagyszombati kerületben, a Dunaszerdahelyi járásban.

## Fekvése
Dunaszerdahelytől 10 km-re délnyugatra fekszik.

## Élete

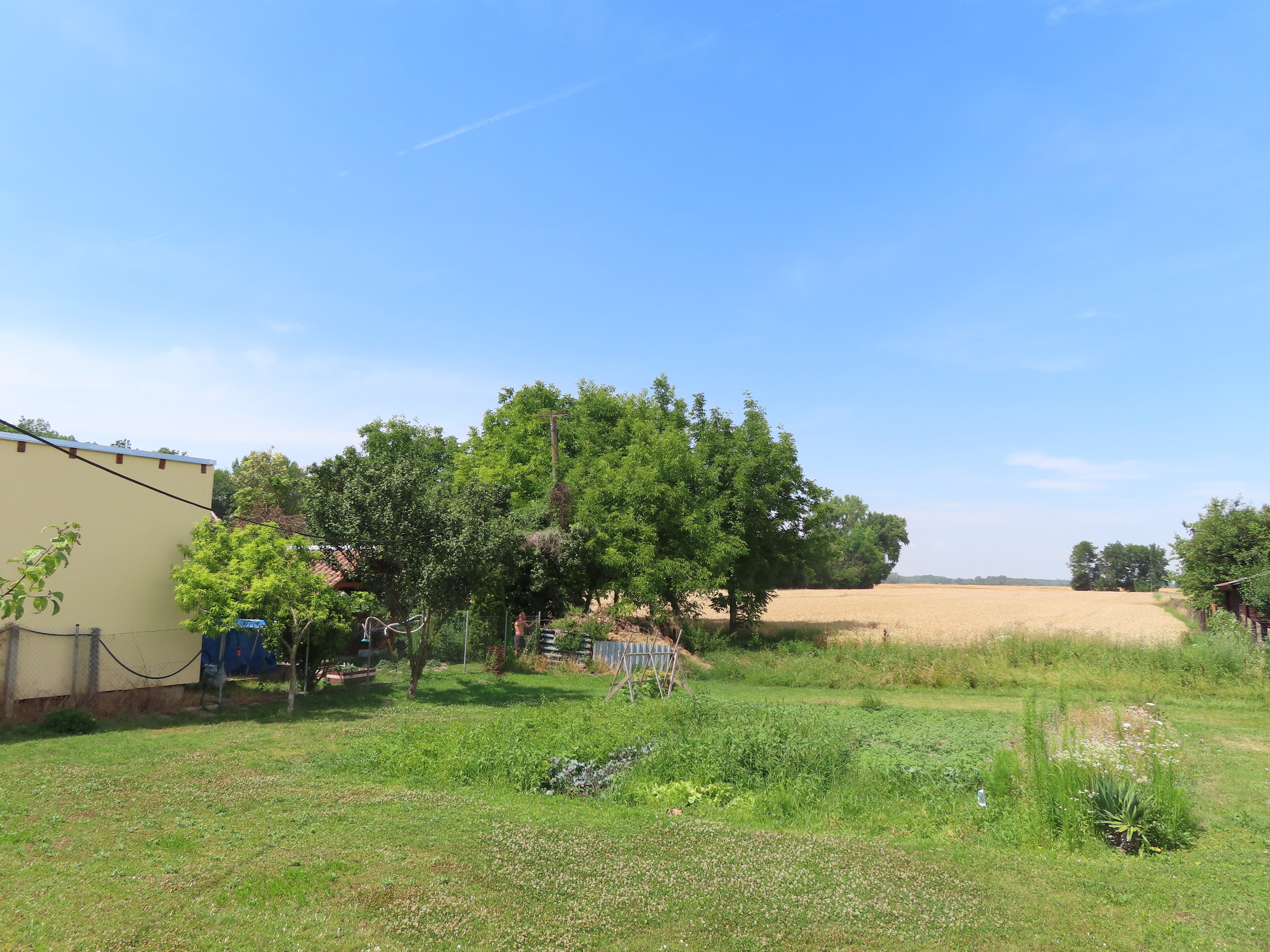

Dercsikán egy gólyafészek alátétet tartanak nyilván.

## Története
1253-ban említik először. Templomát 1519-ben szentelték fel.
Vályi András szerint "DERCZIKA. Magyar falu Poson Vármegyében, birtokosai külömbféle Urak, lakosai katolikusok, fekszik a’ Csalóközben, Bőstöl fél mértföldnyire, határja jó termékenységű, legelője, réttye, fája elég, halászattya hasznos, ’s vadászatra is nem utolsó alkalmatossága lévén, első Osztálybéli."
Fényes Elek szerint "Dercsika, Pozsony m. magyar falu, Bőstől nyugotra 1 mfd. 816 kath., 12 zsidó, többnyire nemes lakosokkal s egy kath. paroch. templommal. Rétje, legelője sok lévén, a marha-tartást erősen űzik, juhot is tartanak. A helység mellett elvonuló posványság pedig nádat szolgáltat. Erdeje nincs, hanem széllyel ültetett fűz-, éger-, jegenye-fákkal tüzelnek. F. u. nemesek. Ut. p. Somorja."
A trianoni békeszerződésig Pozsony vármegye Dunaszerdahelyi járásához tartozott.

## Népessége
| Év:            | 1994. | 2004.   | 2014.    | 2024.   |
| -------------- | ----- | ------- | -------- | ------- |
| Emberek száma: | 435   | 433     | 497      | 482     |
| Eltérés:       |       | -0,45 % | +14,78 % | -3,01 % |

| Év:            | 2023. | 2024. |
| -------------- | ----- | ----- |
| Emberek száma: | 482   | 482   |
| Eltérés:       |       | +0 %  |

1910-ben 532, túlnyomórészt magyar anyanyelvű lakosa volt.
2011-ben 507 lakosából 409 magyar és 86 szlovák volt.
2021-ben 480 lakosából 397 (+12) magyar, 71 (+3) szlovák, (+1) ruszin, 3 egyéb és 9 ismeretlen nemzetiségű volt.

## Nevezetességei

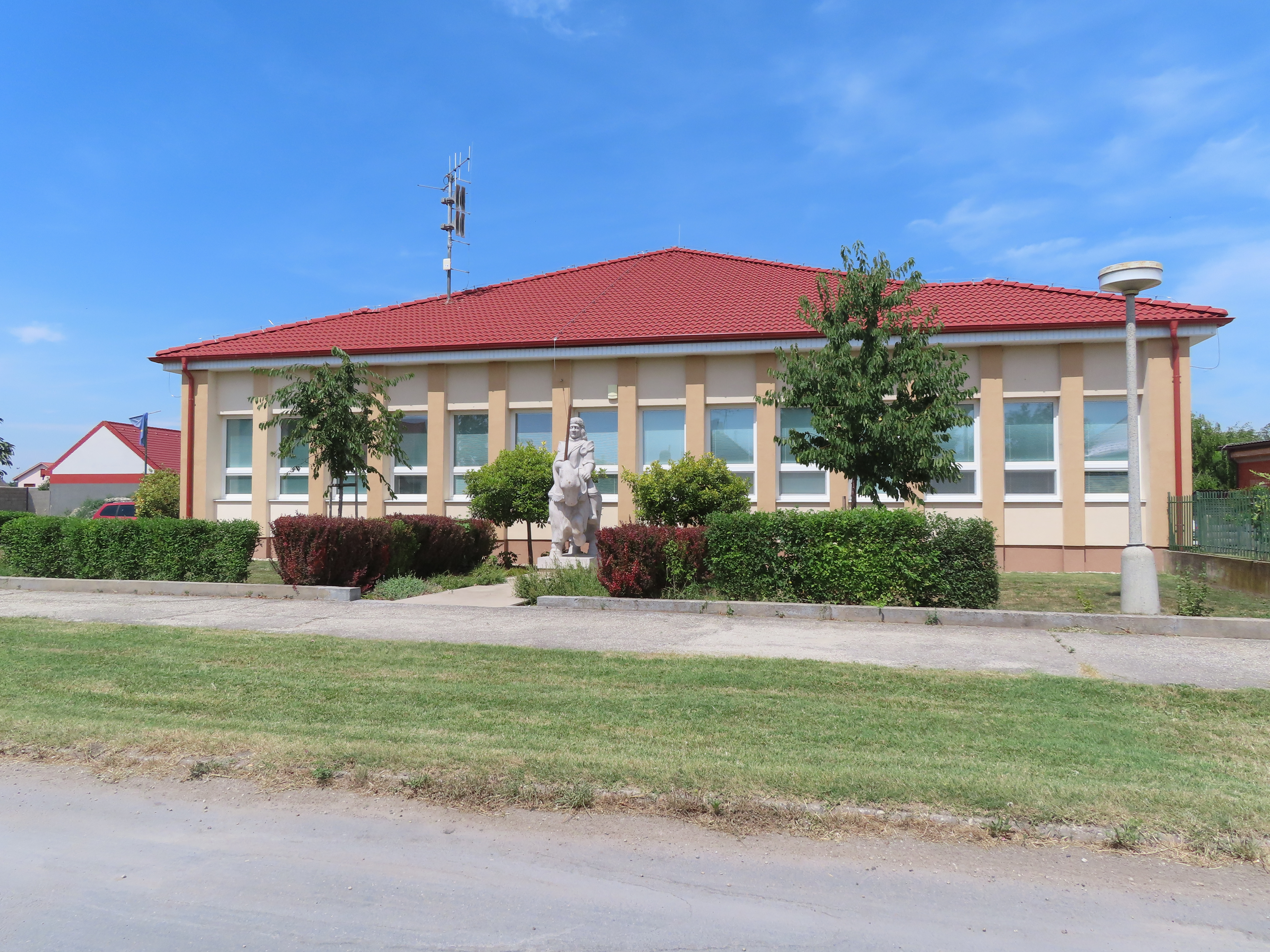

- Szűz Mária Mennybevitele tiszteletére szentelt római katolikus temploma a korábbi templom egy részének felhasználásával 1778-ban épült klasszicista stílusban. Mai formáját az 1927. évi újjáépítéssel nyerte el. A templom búcsújáróhely.

## Neves személyek
- Itt született 1782. szeptember 24-én Katona Mihály Dénes piarista paptanár, bölcsleti doktor, polihisztor.
- Itt született 1758-ban Szemes Imre piarista paptanár és hitszónok.
- Itt hunyt el 1822-ben Kudlik Ignác római katolikus plébános.